# Ronde van Frankrijk 2007/Vijfde etappe
De vijfde etappe van de Ronde van Frankrijk 2007 werd verreden op 12 juli 2007 tussen Chablis en Autun over een afstand van 184 kilometer. Deze etappe voert het peloton door Bourgondië en lijkt op papier de eerste rit in lijn die niet zal eindigen in een massasprint. In totaal telt de rit 8 beklimmingen: 4 van de vierde categorie, 3 van de derde categorie en 1 van de tweede categorie. Daarnaast zijn er nog drie tussensprints onderweg.

## Verloop
Na negentien kilometer werd na een paar mislukte pogingen de eerste kopgroep gevormd. De kopgroep bestond uit Sylvain Chavanel, Philippe Gilbert en William Bonnet. Zij werden achtervolgd door Gianpaolo Cheula, na ongeveer anderhalf uur koersen ook de aansluiting met de kopgroep wist te vinden. Zo kregen we vier leiders, die van het peloton de vrijgeleide kregen.
Op ruim 60 km ging Geoffroy Lequatre tegen het asfalt, de Fransman werd uiteindelijk laatste en zou in de volgende etappe niet meer van start gaan. Er waren veel valpartijen gedurende deze vijfde rit, want ook enkele anderen, waaronder Iban Mayo, kwamen ten val. Met nog 52 kilometer te rijden ontsnapten Chavanel en Gilbert uit de kopgroep die op dat moment nog maar een schamele minuut over had van de voorsprong, die eens 13 minuten was geweest.
Zoals gezegd waren er veel valpartijen, en vooral Astana had een pechdag. Eerst kwam Andreas Klöden al ten val, waarbij even werd gevreesd voor een staartbeenbreuk. Gelukkig bleek dit mee te vallen, er werd slechts een haarscheurtje geconstateerd. Later op de dag maakte Aleksandr Vinokoerov, de andere kopman bij Astana, op 20 kilometer van Autun eveneens op een pijnlijke manier kennis met het asfalt. Bijna de gehele ploeg van Astana liet zich uitzakken om Vinokoerov bij te staan en hem helpen terug te keren. Het verschil was echter meer dan een minuut en omdat de finale al was begonnen zag het er niet best uit voor Vino. Hoewel beide last hadden van hun val gingen ze allebei van start in de zesde etappe.
Net voor de top van de laatste klim werd Chavanel als laatste opgeslokt door het peloton, dat nog redelijk omvangrijk is. Op de top van de Côte de la Croix de la Libération - de slotklim - probeerde Laurent Lefèvre nog weg te rijden, maar ook zijn poging strandde, net als eerdere pogingen van Fabian Wegmann en David de la Fuente. Hoewel de afdaling technisch was en heel wat renners nog wat willen proberen, wist de Lampre-ploeg de controle over het peloton te houden. Ondanks nog enkele late uitvallen op 2 kilometer van de streep kregen we opnieuw een massasprint. Die werd gewonnen door Filippo Pozzato, de Italiaan van Liquigas. Óscar Freire werd tweede, ondanks de klachten die hij had over zijn zitvlak. 1'20" nadat het peloton was binnengekomen kwam ook Vinokoerov binnen, als 83e, in een groepje met verder ook Tom Boonen.
Fabian Cancellara, die in de afdaling van de Côte de la Croix de la Libération nog van de weg raakte, behield het geel. Pozzato schoof dankzij zijn overwinning door naar de derde plaats terwijl renners als Hushovd juist uit de top tien verdwenen. Het puntenklassement kreeg wel een nieuwe leider. Tom Boonen moest lossen op de slotklim en kon dus geen punten meer pakken. Erik Zabel kon dat wel en zijn vijfde plek was genoeg om de groene trui over te nemen van Boonen. Sylvain Chavanel nam de bolletjestrui over, waar hij met 37 punten nu riant leidde, terwijl Vladimir Goesev het wit behield. De leiding in het ploegenklassement werd overgenomen door Team CSC, wat vooral te danken was aan de valpartij van Aleksandr Vinokoerov.

### Tussensprints
| Tussensprint Avallon na 36 km |                  |        |
| Plaats                        | Naam             | Punten |
| Winnaar                       | William Bonnet   | 6      |
| 2                             | Philippe Gilbert | 4      |
| 3                             | Sylvain Chavanel | 2      |

| Tussensprint Montreuillon na 94.5 km |                  |        |
| Plaats                               | Naam             | Punten |
| Winnaar                              | William Bonnet   | 6      |
| 2                                    | Philippe Gilbert | 4      |
| 3                                    | Sylvain Chavanel | 2      |

| Tussensprint Bibracte-Mont Beuvray na 145 km |                  |        |
| Plaats                                       | Naam             | Punten |
| Winnaar                                      | Philippe Gilbert | 6      |
| 2                                            | Sylvain Chavanel | 4      |
| 3                                            | Robert Hunter    | 2      |

### Bergsprints
| Beklimming Côte des Grandes-Châtelaines na 39.5 km | Beklimming Côte des Grandes-Châtelaines na 39.5 km | Beklimming Côte des Grandes-Châtelaines na 39.5 km | 4e cat. 1.5 km à 6.7 % | 4e cat. 1.5 km à 6.7 % |
| Plaats                                             | Naam                                               | Naam                                               | Punten                 |                        |
| Winnaar                                            | Sylvain Chavanel                                   | Sylvain Chavanel                                   | 3                      |                        |
| 2                                                  | Philippe Gilbert                                   | Philippe Gilbert                                   | 2                      |                        |
| 3                                                  | William Bonnet                                     | William Bonnet                                     | 1                      |                        |

| Beklimming Côte de Domecy-sur-Cure na 52.5 km | Beklimming Côte de Domecy-sur-Cure na 52.5 km | Beklimming Côte de Domecy-sur-Cure na 52.5 km | 4e cat. 1.3 km à 6.2 % | 4e cat. 1.3 km à 6.2 % |
| Plaats                                        | Naam                                          | Naam                                          | Punten                 |                        |
| Winnaar                                       | Sylvain Chavanel                              | Sylvain Chavanel                              | 3                      |                        |
| 2                                             | Philippe Gilbert                              | Philippe Gilbert                              | 2                      |                        |
| 3                                             | William Bonnet                                | William Bonnet                                | 1                      |                        |

| Beklimming Côte de Champignolles-le-Bas na 58.5 km | Beklimming Côte de Champignolles-le-Bas na 58.5 km | Beklimming Côte de Champignolles-le-Bas na 58.5 km | 3e cat. 2.0 km à 6.5 % | 3e cat. 2.0 km à 6.5 % |
| Plaats                                             | Naam                                               | Naam                                               | Punten                 |                        |
| Winnaar                                            | Sylvain Chavanel                                   | Sylvain Chavanel                                   | 4                      |                        |
| 2                                                  | Philippe Gilbert                                   | Philippe Gilbert                                   | 3                      |                        |
| 3                                                  | William Bonnet                                     | William Bonnet                                     | 2                      |                        |
| 4                                                  | Gianpaolo Cheula                                   | Gianpaolo Cheula                                   | 1                      |                        |

| Beklimming Côte de Coulon na 86.5 km | Beklimming Côte de Coulon na 86.5 km | Beklimming Côte de Coulon na 86.5 km | 4e cat. 1.0 km à 6.2 % | 4e cat. 1.0 km à 6.2 % |
| Plaats                               | Naam                                 | Naam                                 | Punten                 |                        |
| Winnaar                              | Sylvain Chavanel                     | Sylvain Chavanel                     | 3                      |                        |
| 2                                    | Philippe Gilbert                     | Philippe Gilbert                     | 2                      |                        |
| 3                                    | William Bonnet                       | William Bonnet                       | 1                      |                        |

| Beklimming Côte de Saint-Maurice na 98.5 km | Beklimming Côte de Saint-Maurice na 98.5 km | Beklimming Côte de Saint-Maurice na 98.5 km | 3e cat. 3.0 km à 5.2 % | 3e cat. 3.0 km à 5.2 % |
| Plaats                                      | Naam                                        | Naam                                        | Punten                 |                        |
| Winnaar                                     | Sylvain Chavanel                            | Sylvain Chavanel                            | 4                      |                        |
| 2                                           | Philippe Gilbert                            | Philippe Gilbert                            | 3                      |                        |
| 3                                           | William Bonnet                              | William Bonnet                              | 2                      |                        |
| 4                                           | Gianpaolo Cheula                            | Gianpaolo Cheula                            | 1                      |                        |

| Beklimming Côte de Château-Chinon na 119 km | Beklimming Côte de Château-Chinon na 119 km | Beklimming Côte de Château-Chinon na 119 km | 4e cat. 2.5 km à 3.8 % | 4e cat. 2.5 km à 3.8 % |
| Plaats                                      | Naam                                        | Naam                                        | Punten                 |                        |
| Winnaar                                     | Sylvain Chavanel                            | Sylvain Chavanel                            | 3                      |                        |
| 2                                           | Philippe Gilbert                            | Philippe Gilbert                            | 2                      |                        |
| 3                                           | William Bonnet                              | William Bonnet                              | 1                      |                        |

| Beklimming Haut-Folin na 135.5 km | Beklimming Haut-Folin na 135.5 km | Beklimming Haut-Folin na 135.5 km | 2e cat. 12,9 km à 3,7 % | 2e cat. 12,9 km à 3,7 % |
| Plaats                            | Naam                              | Naam                              | Punten                  |                         |
| Winnaar                           | Sylvain Chavanel                  | Sylvain Chavanel                  | 10                      |                         |
| 2                                 | Philippe Gilbert                  | Philippe Gilbert                  | 9                       |                         |
| 3                                 | Gianpaolo Cheula                  | Gianpaolo Cheula                  | 8                       |                         |
| 4                                 | William Bonnet                    | William Bonnet                    | 7                       |                         |
| 5                                 | Michael Rasmussen                 | Michael Rasmussen                 | 6                       |                         |
| 6                                 | Sérgio Paulinho                   | Sérgio Paulinho                   | 5                       |                         |

| Beklimming Côte de la Croix de la Libération na 174 km | Beklimming Côte de la Croix de la Libération na 174 km | Beklimming Côte de la Croix de la Libération na 174 km | 3e cat. 3.4 km à 5.4 % | 3e cat. 3.4 km à 5.4 % |
| Plaats                                                 | Naam                                                   | Naam                                                   | Punten                 |                        |
| Winnaar                                                | Laurent Lefèvre                                        | Laurent Lefèvre                                        | 4                      |                        |
| 2                                                      | Kim Kirchen                                            | Kim Kirchen                                            | 3                      |                        |
| 3                                                      | Michael Rasmussen                                      | Michael Rasmussen                                      | 2                      |                        |
| 4                                                      | Fred Rodriguez                                         | Fred Rodriguez                                         | 1                      |                        |

## Uitslag
| pos | renner            | nationaliteit    | ploeg                  | verschil | tijd       |
| --- | ----------------- | ---------------- | ---------------------- | -------- | ---------- |
| 1   | Filippo Pozzato   | Italië           | Liquigas               |          | 4u 39' 01" |
| 2   | Óscar Freire      | Spanje           | Rabobank               | z.t.     | z.t.       |
| 3   | Daniele Bennati   | Italië           | Lampre-Fondital        | z.t.     | z.t.       |
| 4   | Kim Kirchen       | Luxemburg        | T-Mobile Team          | z.t.     | z.t.       |
| 5   | Erik Zabel        | Duitsland        | Team Milram            | z.t.     | z.t.       |
| 6   | George Hincapie   | Verenigde Staten | Discovery Channel Team | z.t.     | z.t.       |
| 7   | Cristian Moreni   | Italië           | Cofidis                | z.t.     | z.t.       |
| 8   | Stefan Schumacher | Duitsland        | Gerolsteiner           | z.t.     | z.t.       |
| 9   | Bram Tankink      | Nederland        | Quickstep              | z.t.     | z.t.       |
| 10  | Jérôme Pineau     | Frankrijk        | Bouygues Télécom       | z.t.     | z.t.       |

## Websites
- Volledige uitslag op Letour.fr

Proloog ·
1e etappe ·
2e etappe ·
3e etappe ·
4e etappe ·
5e etappe ·
6e etappe ·
7e etappe ·
8e etappe ·
9e etappe ·
10e etappe ·
11e etappe ·
12e etappe ·
13e etappe ·
14e etappe ·
15e etappe ·
16e etappe ·
17e etappe ·
18e etappe ·
19e etappe ·
20e etappe
Startlijst · Eindstanden · Afbeeldingen